# Darius Buia
Darius Buia (sinh ngày 30 tháng 4 năm 1994 ở Antwerp, Bỉ) là một cầu thủ bóng đá người România thi đấu ở vị trí Tiền vệ cho UTA Arad.

## Đời sống cá nhân
Darius Buia là con trai của cựu tuyển thủ quốc tế Romulus Buia.